# تشنه‌ها
تشنه‌ها فیلمی به کارگردانی محمود کوشان و نویسندگی محمدسعید حبشی محصول سال ۱۳۵۳ است.

## داستان
سوسن (لیلا فروهر)، که پدری قاچاق چی (جهانگیر فروهر) و مادری خوش گذران (زیبا یکتا) دارد، دل به محبت‌های جوانی معتاد به نام تورج (فرخ ساجدی)، می‌بندد که از اعضای گروه پدرش است، و درس و تحصیل را رها می‌کند…

## بازیگران
- فرخ ساجدی
- لیلا فروهر
- همایون اشکان
- زیبا یکتا
- شهناز
- جهانگیر فروهر
- روح اله مفیدی
- جواد تقدسی
- علی زاهدی
- علیرضا قوامی
- سیروس جراح زاده